# Texel (Bildsynthese)
Ein Texel, auch Texturelement oder Texturpixel, ist die grundlegende Einheit einer Textur in der Computergrafik. Texturen bestehen aus Arrays von Texeln, genauso wie Rastergrafiken als Arrays von Pixeln repräsentiert werden.
Beim Texture Mapping wird eine 3D-Oberfläche mit Texeln belegt.